# Hamley Bridge
Hamley Bridge – miasto w Australii, w stanie Australia Południowa.